# Sarnico
Sarnico és una comune (municipi) dins la Província de Bergamo en la regió italiana de Lombardia, aproximadament a 70 quilòmetres al nord-est de Milà i aproximadament a 20 quilòmetres a l'est de Bergamo al final del sud del Llac Iseo. El 28 febrer de 2010, tenia 6540 habitants i una àrea de 6,4 quilòmetres quadrats.
Sarnico limita amb els municipis següents: Adrara San Martino, Iseo, Paratico, Predore, Viadanica, Villongo.

## Ciutats agermanades
Sarnico està agermanada amb: 
- Pla-de-Cuques, França